# Calvos de Randín
Calvos de Randín es un municipio de la provincia de Orense en Galicia. Pertenece a la Comarca de La Limia.
Limita al sur con Portugal.

## Geografía humana

### Demografía
Cuenta con una población de 644 habitantes (INE 2024).
| Gráfica de evolución demográfica de Calvos de Randín entre 1842 y 2021                                                                                      |
| |
| Población de derecho según los censos de población del INE Población de hecho según los censos de población del INEEn este censo se denominaba Calbos: 1842 |

### Organización territorial
El municipio está formado por veinte entidades de población distribuidas en nueve parroquias:
- Calvos (Santiago)
- Castelaus (San Martín)[7]
- Feás (San Miguel)
- Golpellás (San Juan)[8]
- Lobás (San Vicente)
- Randín (San Juan)[9]
- Rioseco (Santa Marina)[10]
- Rubiás de los Mixtos[5] (Santiago)[11]
- Vila (Santa María)